# Ben H. Shepherd
Ben H. Shepherd est un historien et auteur britannique spécialisé dans l'histoire militaire allemande de la Seconde Guerre mondiale. Il est l'auteur de plusieurs livres sur l'armée allemande de 1935 à 1945. Il occupe le poste de reader (en) en histoire à l'Université calédonienne de Glasgow.
Son ouvrage Hitler's Soldiers: The German Army in the Third Reich est publié par Yale University Press en 2016. L'historien Robert M. Citino (en) le qualifie de livre « riche » en raison de son accent sur l'histoire opérationnelle de l'armée allemande, ainsi que sur ses aspects idéologiques et criminels. L'un des précédents travaux de Shepherd, War in the Wild East, traite de la bandenbekämpfung sur le front de l'Est.

## Ouvrages
- Ben H. Shepherd, War in the Wild East the German Army and Soviet Partisans, Cambridge, Massachusetts, Harvard University Press, 2004 (ISBN 0674043553)
- Ben H. Shepherd, Terror in the Balkans: German Armies and Partisan Warfare, Cambridge, Harvard University Press, 2012 (ISBN 978-0-674-04891-1)
- Ben H. Shepherd, Hitler's Soldiers: The German Army in the Third Reich, Yale University Press, 2016 (ISBN 9780300179033)